# 大串自然公園
大串自然公園（おおぐししぜんこうえん）は、香川県さぬき市小田に所在する自然公園である。小豆島の南の瀬戸内海に突き出た瀬戸内海国立公園大串半島の北部の面積100ヘクタールにおよぶ風光明媚な公園となっている。

## 主な施設
南側の入口付近から周回車道の周辺にある設備を右回りに紹介する。
- 開拓神社
- 芝生広場：広大な多目的芝生広場で、北の端に展望台があり、ここからの眺望が四国八十八景81番に選定。

かつては広場の西側に宿泊施設と温泉があったが2012年4月に廃止になった。
駐車場と公衆トイレが入口にある(工事中の為立入禁止)。江戸時代は高松藩の牧場であった。
休憩場所を兼ねた飲食施設、大串半島活性化施設「時の納屋」の工事中(2024年3月29日まで)
- 大串狼煙場跡：直径5m高さ4m。江戸時代中期以降高松藩が構築したもので、昭和59年に元の位置から北へ約100m移転修復されている。
- 野外音楽広場テアトロン：多目的野外劇場

最北端
- 長ぞわい観音：総高7.2m、庵治石製で、海上交通の安全と大漁を願う。1863年より高松藩が2年間であったが砲台場を設置し駐屯兵舎や弾薬庫があった所[3]。
- 大串石切場跡：さぬき市指定史跡。白色凝灰岩の切石で、1339年に京都石清水八幡宮に当地のが運ばれた記録がある。鎌倉時代前期ころからと推定されている[注釈 1]。
- 海釣り公園
- シーサイドコリドールオートキャンプ場：コテージ4棟・オートキャンプ場12サイト
- シーサイドコリドール球技場
- さぬきワイナリー：見学可能
- さぬき市物産センター：ワインの販売、土産物販売
- 大駐車場とトイレ（ワイナリーと物産センター前にあり）

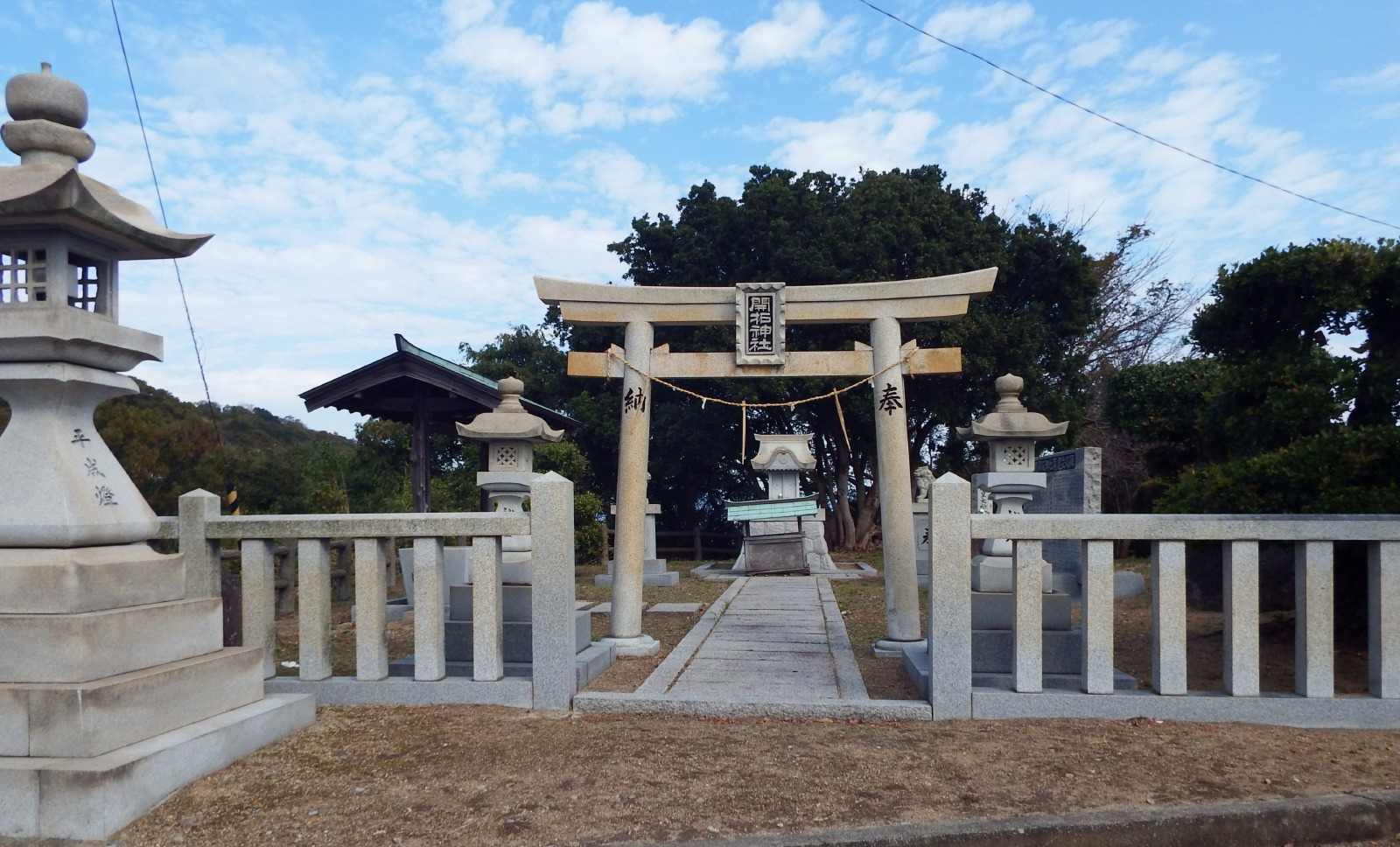
開拓神社
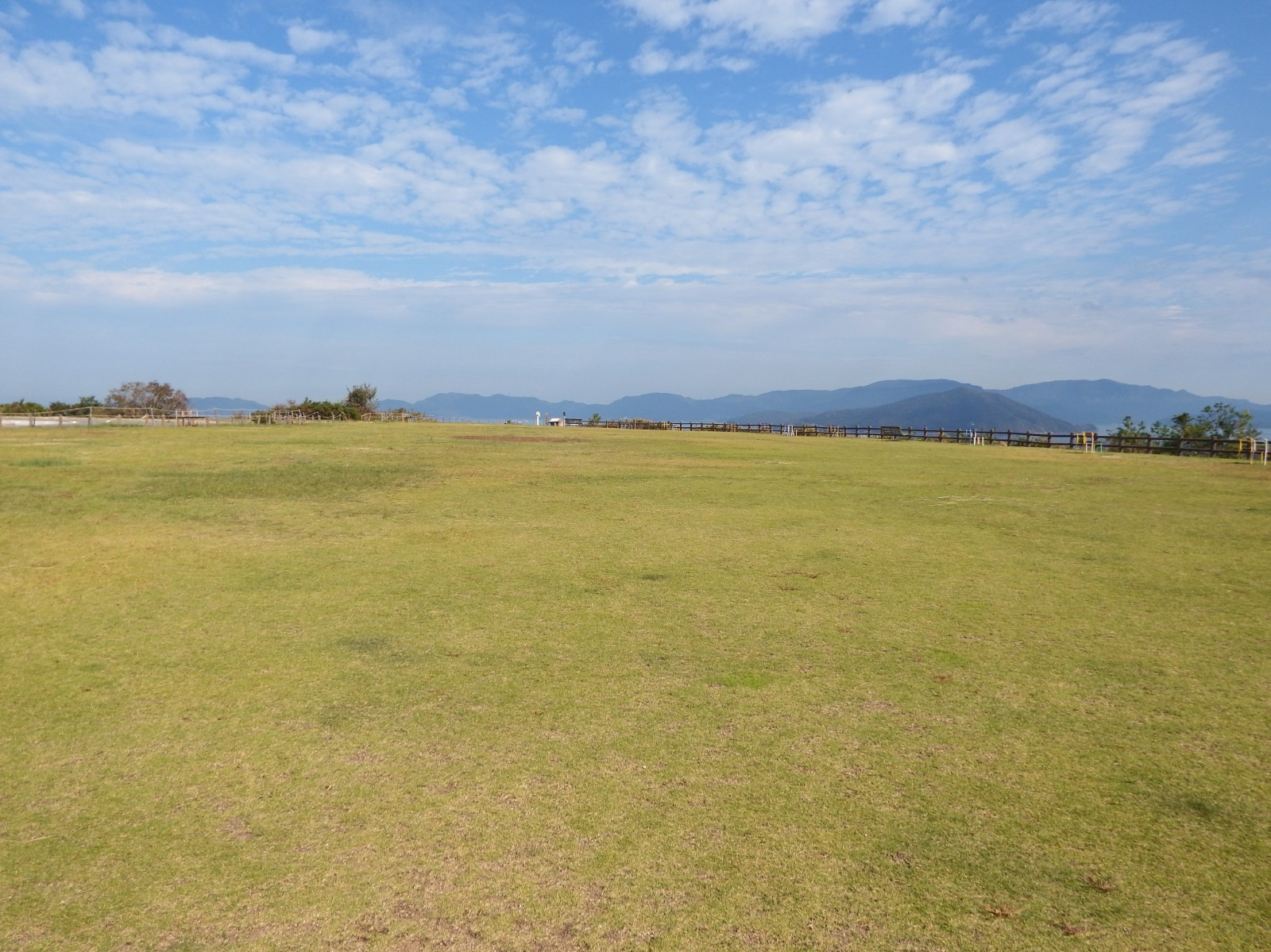
芝生広場
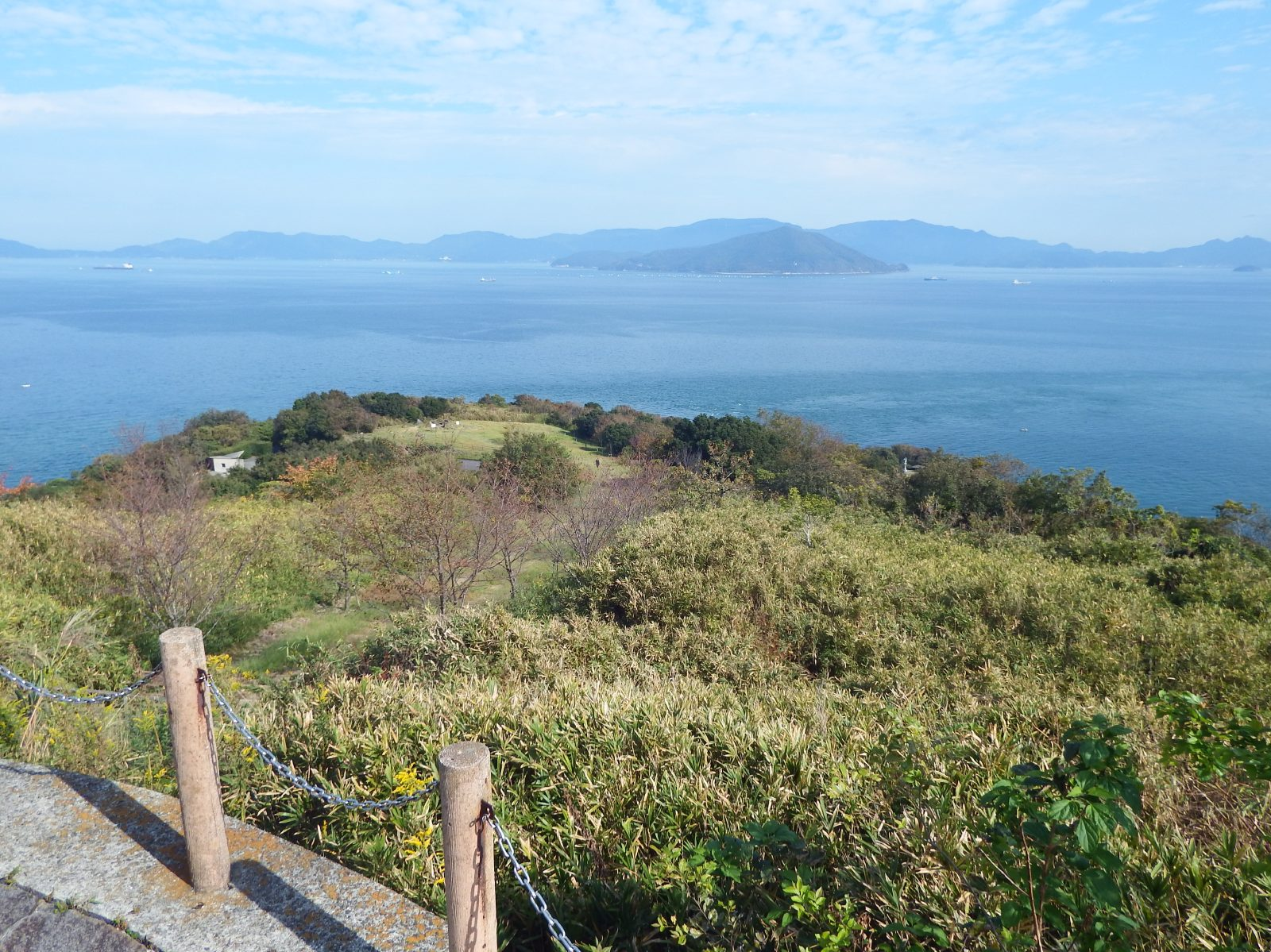
展望台より先端を臨む
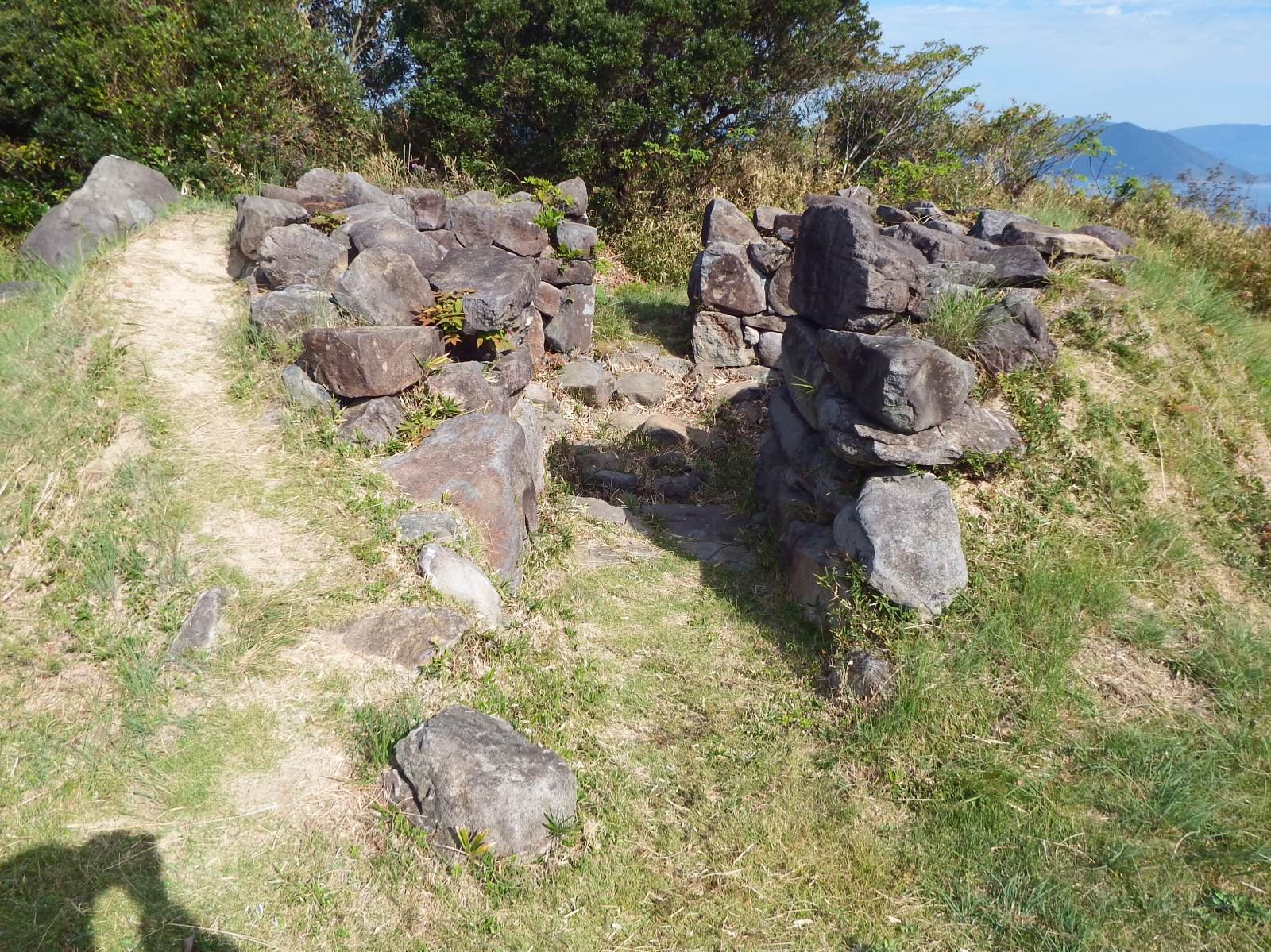
狼煙台跡
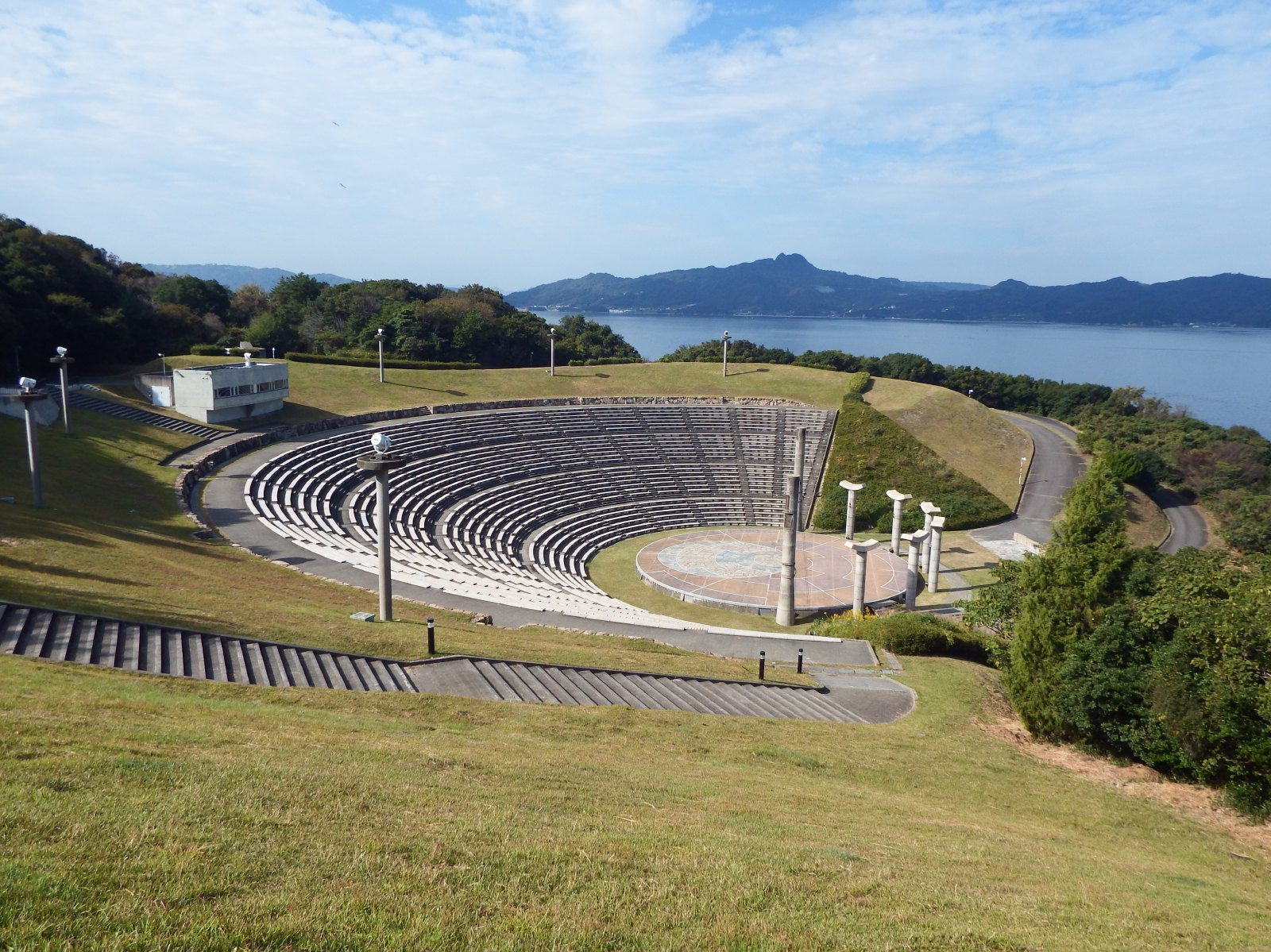
テアトロン
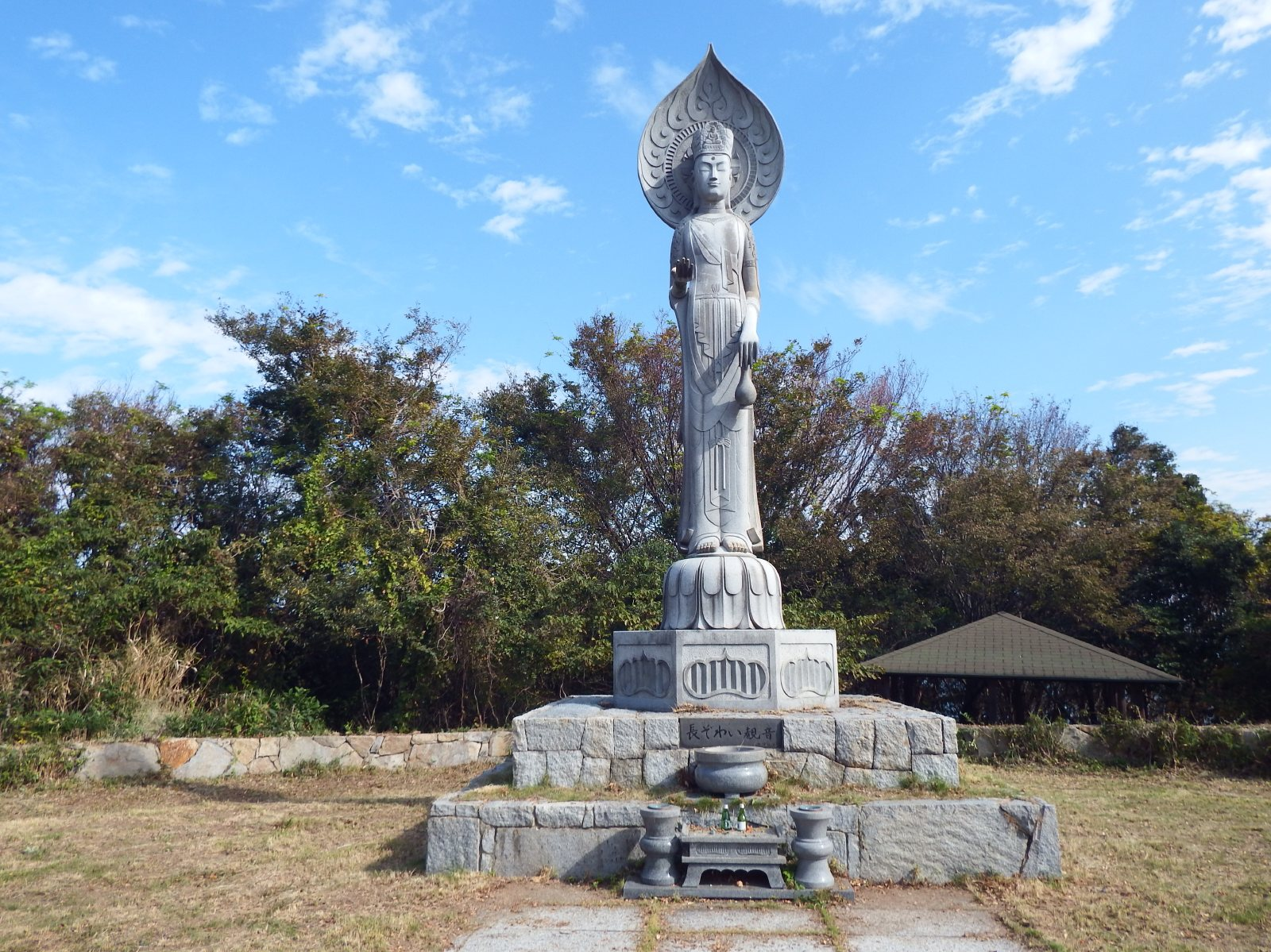
長ぞわい観音
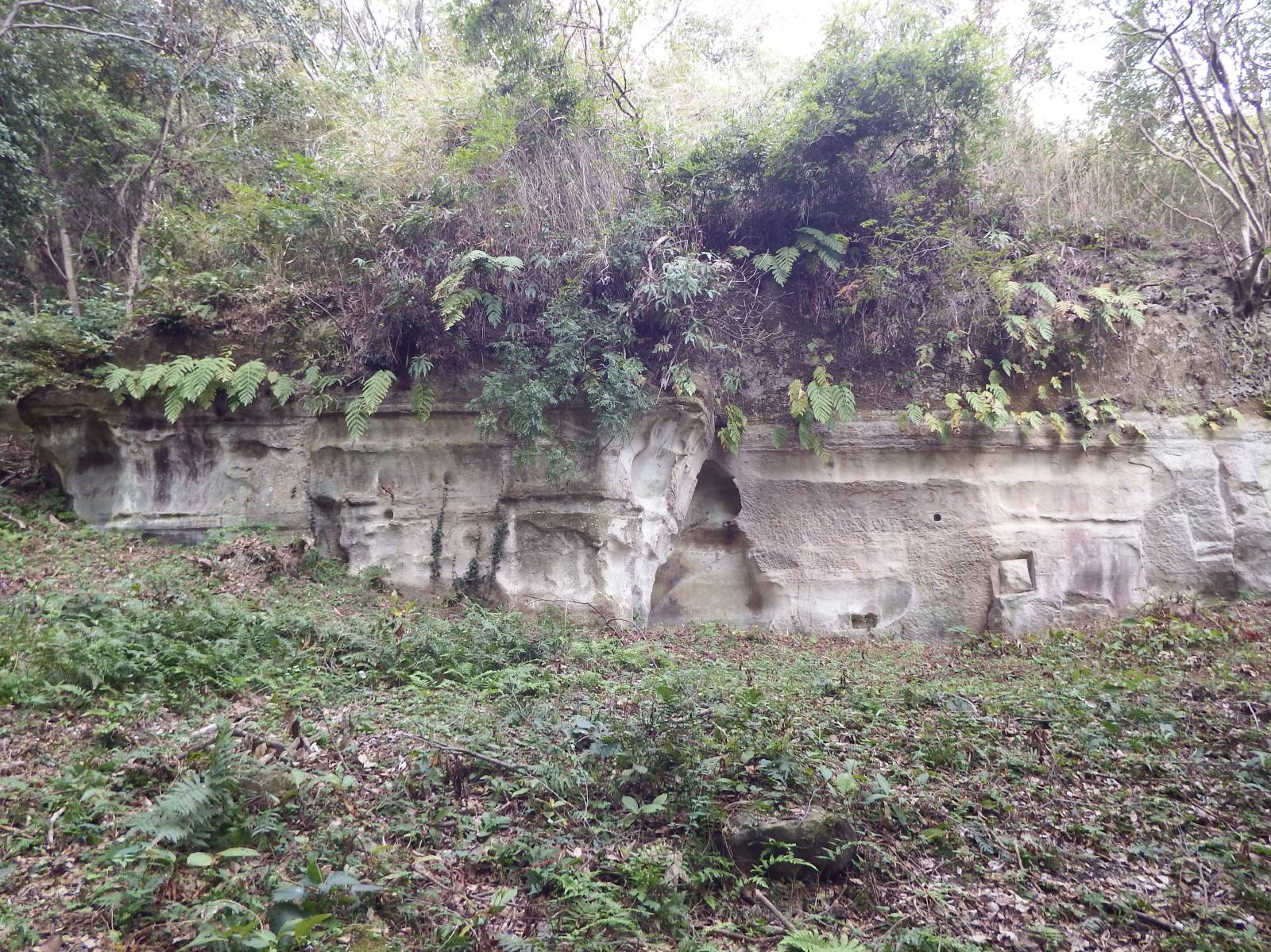
石切場跡
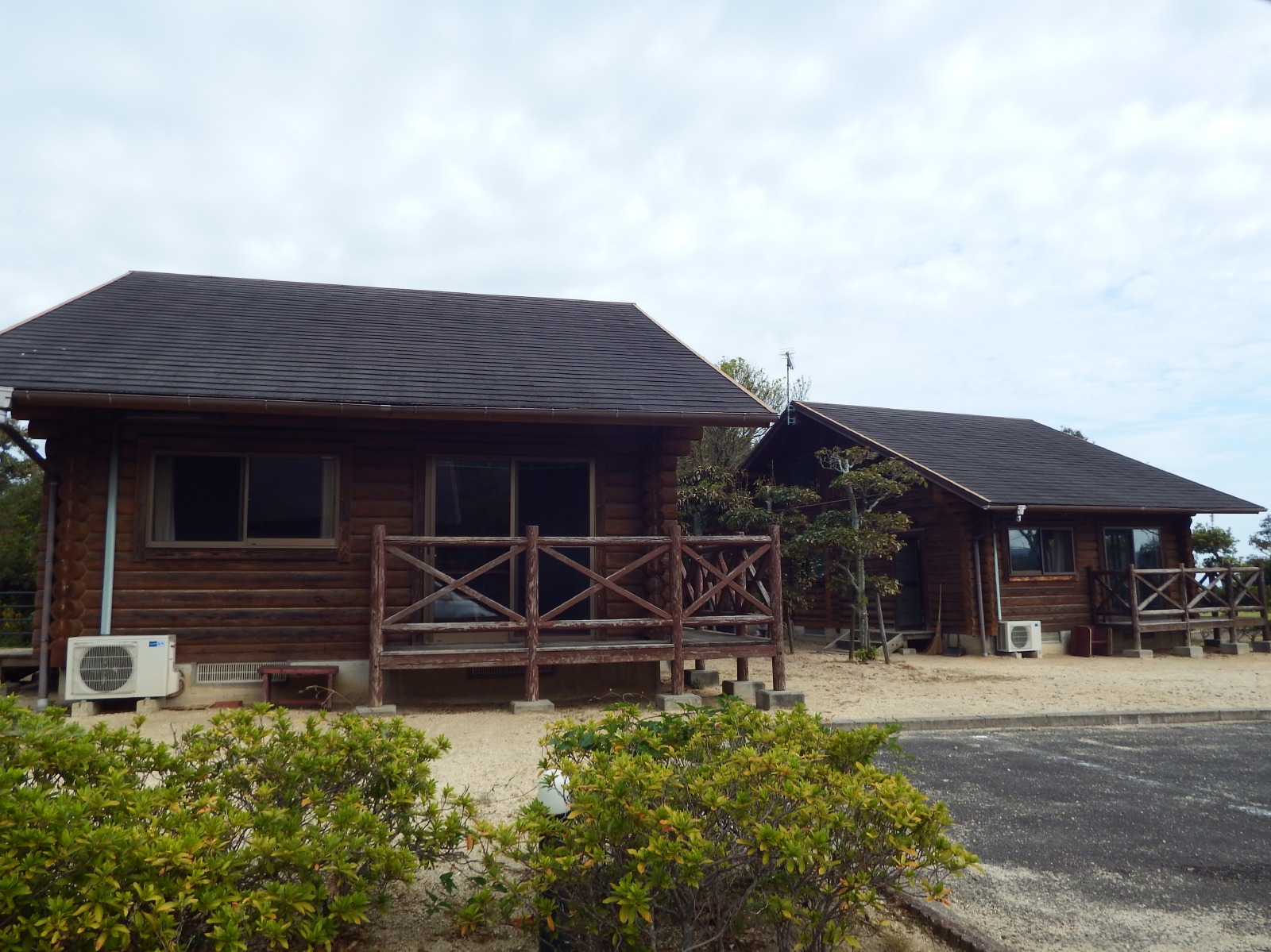
コテージ棟
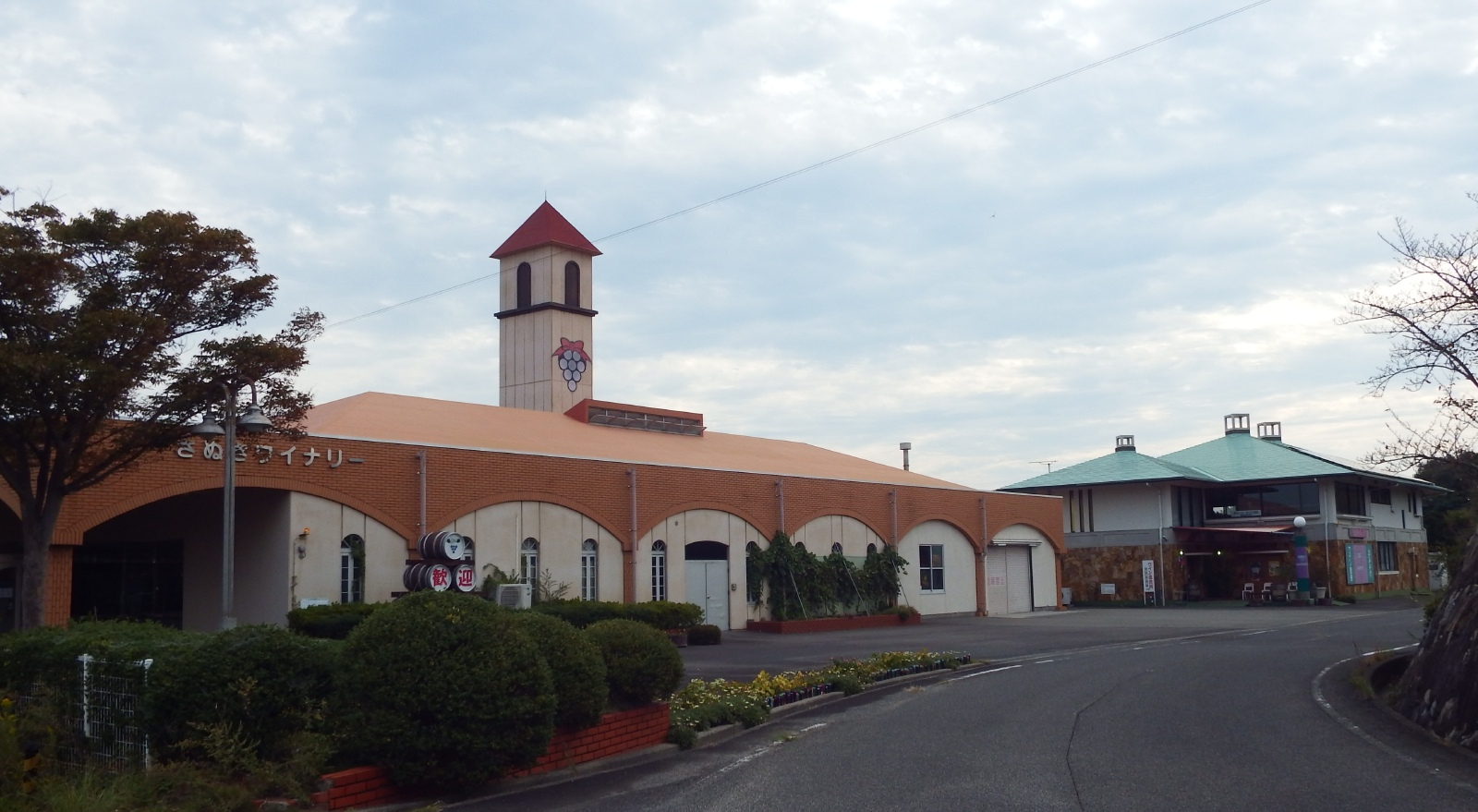
ワイナリーと物産館
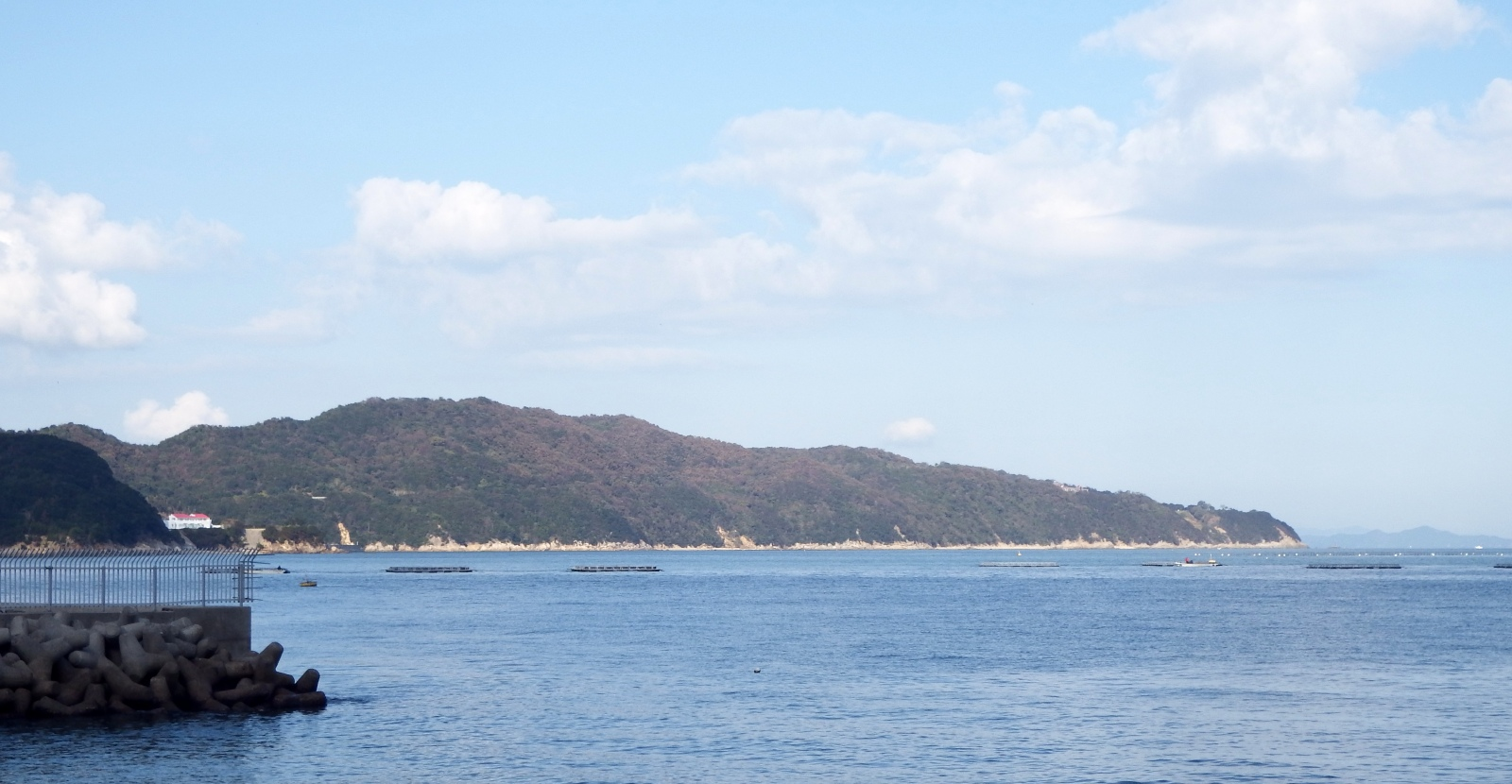
大串半島を東より

## アクセス
- 最寄り駅：ことでん志度線琴電志度駅、JR高徳線志度駅よりタクシーで15分
- 車で、志度寺より15分

## 周辺
- さぬきの森森林浴公園：憩いの広場駐車場から陽だまりコース（400m15分）・木漏れ日コース（同）・やまなみコース（1400m55分）
- 大川広域志度クリーンセンター